# 一小时跑
一小时跑是一种田径比赛项目，比的是选手在一小时限时内所跑的距离。虽然该项目被国际田径联合会所承认，但在现实中很少进行，只是偶然举行以尝试创造新的世界纪录。
这一项目有很长的历史，最早可以追溯到17世纪晚期。第一次被官方所承认的世界纪录是由阿尔弗雷德·什拉布（Alfred Shrubb）于1904年创造的。而首次女子世界纪录则由克鲁恰塔·西尔瓦娜（Silvana Cruciata）于1981年创造。
第一位在一小时中跑出20公里以上的运动员是埃米尔·扎托佩克（Emil Zátopek），他于1951年9月刷新了该项目的世界纪录，同时还打破了20000米跑的世界纪录。自此之后，大多数男子20000米跑的世界纪录都是在一小时跑的途中创造的。
该项目目前的男子世界纪录由Mo Farah于2020年9月4日创造，成绩为21330米。而女子世界纪录则由Sifan Hassan于2020年9月4日创造，成绩为18930米。